# Flens-Arena
Flens-Arena (do 2012 roku Campushalle) – obiekt widowiskowo-sportowy we Flensburgu. Od 2001 roku z hali korzysta klub piłki ręcznej SG Flensburg-Handewitt. Hala liczy 6500 miejsc.